# Kira Zvorykina

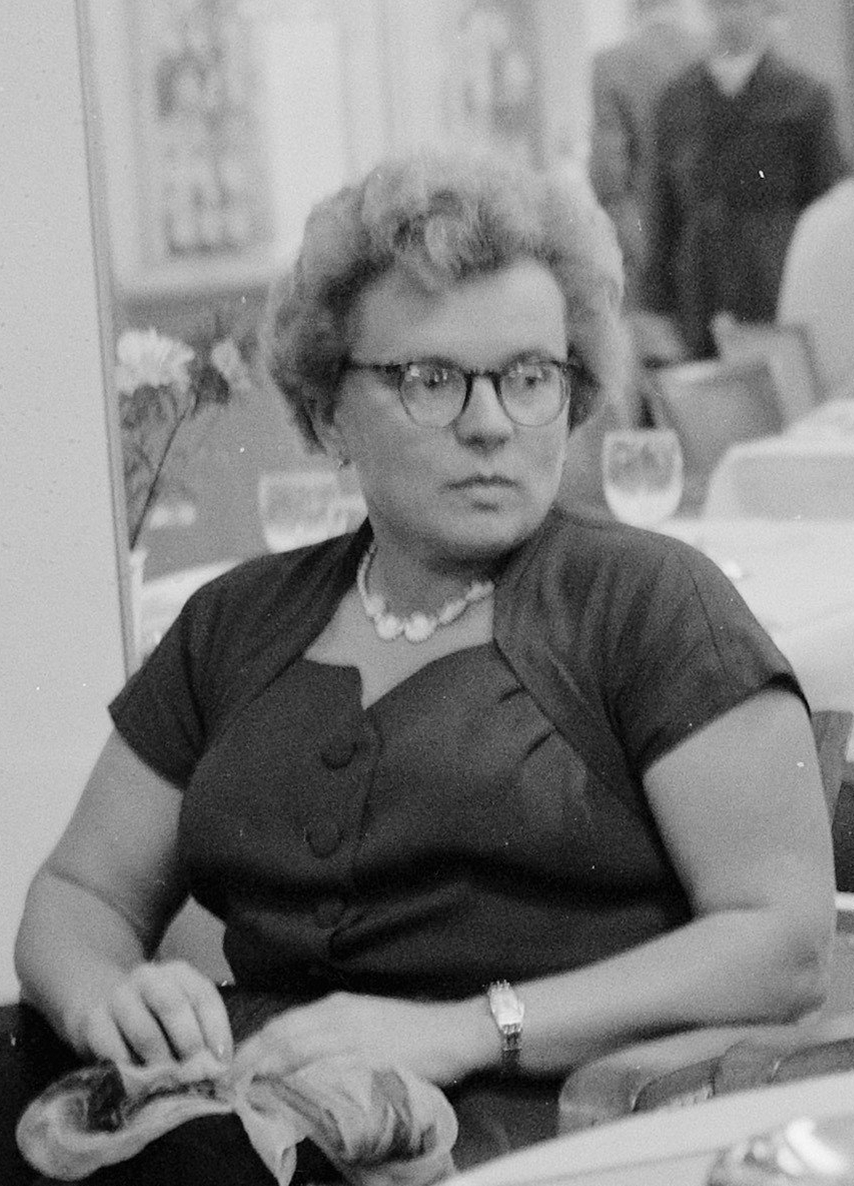
Kira Zvorykina in 1957

Kira Aleksejevna Zvorykina (Russisch: Кира Алексеевна Зворыкина) (Nikolajev, 29 september 1919 – 6 september 2014) was een Russische schaakster. Ze was  grootmeester bij de vrouwen. Later kwam ze ook voor Wit-Rusland uit.
Geboren in Oekraïne, verhuisde de familie Zvorykina in 1927 naar het toenmalige Leningrad, waar ze verder opgroeide.
In 1959 won ze het kandidatentoernooi voor het wereldkampioenschap, maar verloor de match om het kampioenschap tegen Jelizaveta Bykova.
Ze won het vrouwenkampioenschap van de Sovjet-Unie in 1951, 1953, 1956, 1957 (gedeeld) en 1958 (gedeeld).
Later werd zij internationaal schaakscheidsrechter.
Ze overleed in 2014 op 94-jarige leeftijd.
Zij was getrouwd met de Russische grootmeester Alexei Suetin.  